# Mirko Novák
Mirko Novák, eigentlich Miroslav Novák, (* 12. Juli 1965 in Bratislava) ist ein deutsch-slowakischer Vorderasiatischer Archäologe.
Mirko Novák studierte von 1985 bis 1992 Vorderasiatische Archäologie, Altorientalistik und Islamwissenschaften an der Universität des Saarlandes und schloss dort mit einer MA-Arbeit zur Typologie der Wohnhäuser von Nuzi ab. 1998 promovierte er an der Freien Universität Berlin mit einer Dissertation zum Thema Herrschaftsform und Stadtbaukunst. Er war seit seiner Habilitation 2004 Privatdozent an der Eberhard Karls Universität Tübingen und ab 2010 für ein Jahr an der Ludwig-Maximilians-Universität München. Im Februar 2011 übernahm er als Abteilungsleiter Vorderasiatische Archäologie eine Professur am Institut für Archäologische Wissenschaften (IAW) der Universität Bern. Er leitet gemeinsam mit Lutz Martin, Jörg Becker und Abd el-Masih Baghdo die Ausgrabung in Tell Halaf sowie zusammen mit Ekin Kozal (bis 2014) und Deniz Yaşin (seit 2014) die Ausgrabung in Sirkeli Höyük. Zuvor war er Mitarbeiter bei den Ausgrabungen in Tell Šēḫ Ḥassan, Tell Chuera, Tell Šēḫ Ḥamad/Dur Katlimmu und Qatna. Seit 2013 ist er Mitherausgeber der Zeitschrift Altorientalische Forschungen (De Gruyter-Verlag Berlin) sowie der Reihen Schriften zur Vorderasiatischen Archäologie (Harrassowitz Verlag Wiesbaden) und Orbis Biblicus et Orientalis (Peeters-Verlag Leuven). Seit 2015 ist er Präsident der Schweizerischen Gesellschaft für Orientalische Altertumswissenschaften (SGOA).

## Schriften
- Herrschaftsform und Stadtbaukunst. Programmatik im mesopotamischen Residenzstadtbau von Agade bis Surra-man-raʾa. SDV, Saarbrücken 1999 (Schriften zur vorderasiatischen Archäologie, Band 7) ISBN 3-930843-49-8
- Der parthisch-römische Friedhof von Tall Šēḫ Ḥamad, Magdala. Reimer, Berlin 2000 (Berichte der Ausgrabung Tall Šēḫ Ḥamad, Dūr-Katlimmu; Band 5) ISBN 3-496-02681-2
- als Herausgeber mit Friedhelm Prayon und Anne-Maria Wittke: Die Außenwirkung des späthethitischen Kulturraumes. Güteraustausch – Kulturkontakt – Kulturtransfer. Ugarit-Verlag, Münster 2005 (Akten der Forschungstagung des Graduiertenkollegs „Anatolien und seine Nachbarn“, Bd. 2; Alter Orient und Altes Testament, Band 323) ISBN 3-934628-63-X
- zusammen mit Abd el-Masih Hanna Baghdo, Lutz Martin und Winfried Orthmann: Ausgrabungen auf dem Tell Halaf in Nordost-Syrien. Vorbericht über die dritte bis fünfte Grabungskampagne. Harrasowitz, Wiesbaden 2012. ISBN 978-3-447-06828-4
- zusammen mit Abd el-Masih Hanna Baghdo, Lutz Martin und Winfried Orthmann: Ausgrabungen auf dem Tell Halaf in Nordost-Syrien. Vorbericht über die erste und zweite Grabungskampagne. Harrasowitz, Wiesbaden 2009. ISBN 978-3-447-06068-4
- zusammen mit Uwe Finkbeiner, Ferhan Sakal und Paola Sconzo: Associated Regional Chronologies for the Ancient Near East and the Eastern Mediterranean Vol. IV: Middle Euphrates. Brepols, Turnhout 2015. ISBN 978-2-503-53495-4
- zusammen mit Pascal Attinger, Antoine Cavigneaux und Catherine Mittermayer: Text and Image. Proceedings of the 61 Rencontre Assyriologique Internationale, Geneva and Bern, 22-26 June 2015. Orbis Biblicus et Orientalischer Series Archaeologica 40. Peeters, Leuven 2018. ISBN 978-90-429-3713-0
- zusammen mit Christoph Baumer: Urban Cultures of Central Asia from the Bronze Age to the Karakhanids. Schriften zur Vorderasiatischen Archäologie 12. Harrassowitz, Wiesbaden 2019. ISBN 978-3-447-11169-0
- zusammen mit Ekin Kozal und Deniz Yaşin: Sirkeli Höyük. Ein urbanes Zentrum am Puruna-Pyramos im Ebenen Kilikien. Schriften zur Vorderasiatischen Archäologie 13. Harrassowitz, Wiesbaden 2019. ISBN 978-3-447-11161-4